# 神津武士
神津 武士（こうづ ぶし/ たけし、1927年（昭和2年）2月11日 - ）は、日本の政治家。元長野県佐久市長（3期）、元佐久市議会議員（2期）。

## 来歴
長野県北佐久郡岩村田町（同郡浅間町を経て、現在の佐久市浅間地区）生まれ。1944年（昭和19年）旧制岩村田町立岩村田中学校（現在の長野県岩村田高等学校）卒業。同年に県下の小学校助教となり、1946年（昭和21年）退職し、自営農家となる。1955年（昭和30年）小諸北佐久農業改良クラブ会長、1960年（昭和35年）農業改良委員、1969年（昭和44年）佐久市議会議員（2期）、1972年（昭和47年）長野地方裁判所佐久支部調停委員となる。
1977年（昭和52年）4月、佐久市長選挙に当選し、3期在任した。在任中は佐久市立図書館、佐久市立近代美術館の開館などを手掛けた。その他、佐久市体育協会理事、佐久市土地開発公社理事長などを務めた。
1992年（平成4年）7月の第16回参議院議員通常選挙（長野県選挙区、無所属）、1997年（平成9年）の佐久市長選挙に立候補したが、いずれも落選した。

## 受賞
昭和43年（1968年）農林大臣賞受賞。